# Ян Облак
Ян Облак е словенски професионален футболист, играещ като вратар за испанския Атлетико Мадрид и за Националния отбор на Словения.
Облак подписва с португалския клуб, Бенфика на 17-годишна възраст и е част от отбора, спечелил требъл през сезон 2013 – 14. Следва трансфер в Атлетико Мадрид за сумата от €16 милиона, като по този начин се превръща в най-скъпия вратар в Примера Дивисион. През 2015 – 2016 печели трофея трофея Рикардо Самора за най-добър вратар, допускайки рекордно ниските 18 гола. Облак печели наградата и през следващите три сезона. На церемониите по връчването на Златната топка на ФИФА през 2017 и 2018 г, Облак е номиниран след постоянните си изяви с клуба.
В над 200 мача за Атлетико Мадрид, Облак печели три големи титли с клуба, включително Суперкупата на УЕФА 2018 срещу градския съперник Реал Мадрид.
Облак прави дебюта си за Националния отбор на Словения през 2012 г.

## Клубна кариера

### Олимпия
Облак е роден в Шкофя Лока и започва да играе футбол на 5-годишна възраст за градския си клуб, Локан. На десет се мести в младежката академия на Олимпия, където остава до края на сезон 2004 – 05, когато клуба е закрит. След това се мести в новооткрития НК „Безиград“, като след серия от промени клуба е прекръстен на Олимпия Любляна през 2008 г. През следващата година, Облак отхвърля оферта от италианския ФК Емполи в полза на пробен период в ФК Фулъм. Впоследствие Облак решава да продължи договора си с Олимпия и преподписва за още три години. Облак прави професионалния си дебют за Олимпия през сезон 2009 – 10 на 16-годишна възраст и пропуска само три мача от Първа словенска футболна лига. Клубът завършва на 4-то място в таблицата.

### Бенфика
Облак подписва с португалския клуб, ФК Бенфика на 14 юни, 2010 г. През август е изпратен под наем в Бейра Мар. През януари, 2011 г, Облак е изпратен под наем в СК Олянензе до края на сезона.
Бенфика дава Облак под наем на Униао де Лейрия за сезон 2011 – 12. Той прави дебюта си в лигата на 15 януари в мач завършил 2 – 2 срещу Насионал Мадейра.
През юли 2013, Облак не се явява на предсезонна подготовка, тьй като твърди, че няма договор с Бенфика. В късната част на следващия месец, подписва удължение на договора си до 2018 г.
След като дългогодишния титулярен вратар, Артур прави серия от грешки през сезон 2013 – 14, мениджъра на Бенфика, Жорже Жезуш го оставя на скамейкита и избира Облак. След серия успешни представяния и чисти мрежи, Облак печели наградата за вратар на годината в първенството.

### Атлетико Мадрид
На 16 юли 2014 г, ФК Атлетико (Мадрид) обявява, че е постиганато споразумение с Бенфика за трансфера на Облак. Атлетико плаща €16 милиона, превръщайки го в най-скъпия вратар в историята на Ла Лига. Облак преминава в Атлетико с шест-годишен договор като заместител на напусналия, Тибо Куртоа. По време на представянето си, Облак казва, „Не идвам да земестя никого. Идвам като още един играч. Тук съм с останалите играчи и вратари. Ще направя всичко по силите си да защитя фланелката и да постигна добри резултати този сезон. Ще направя всичко по силите си за да помогна на отбора.“

#### Сезон 2014 – 15
Облак е неизползвана резерва през първия си мач на 19 август, 2014 г. Той прави дебюта си на 16 септември при победа с 3 – 2 над ФК Олимпиакос. Първата му чиста мрежа идва при първото му участие в турнира за Купата на краля. На 17 март, заменя контузения Мигел Анхел Моя в 23-та минута и запазва чиста мрежа в домакинска победа над ФК Байер 04 Леверкузен в мач от осминафиналите на Шампионската Лига. Реваншат води до равенство и при последвалото изпълнение на дузпи, Облак спасява първия опит на домакините, а впоследствие Атлетико печели мача. Четири дни по-късно, поради контузията на Моя, Облак прави дебюта си в първенството, запазвайки чиста мрежа в победа с 2 – 0 над Хетафе КФ.

#### Сезон 2015 – 16
През февруари 2016, Облак удължава договора си до 2021 с клауза за освобождаване от £77.5 милиона. На 3 май, 2016, Облак спасява дузпа изпълнена от Томас Мюлер във втория мач от полуфиналите на Шампионската Лига; въпреки че Атлетико губи мача с 2-1, клуба се класира за финала заради головете отбелязани на чужд терен. Облак печели трофея Рикардо Самора за най-добър вратар в испанското първенство след като допуска само 18 гола в 38 мача. По този начин Облак изравнява 22-годишния рекорд на Франциско Лиано.

#### Сезон 2016-17
Облак получава добри отзиви след представянето си в мач от Шампионската Лига срещу Байер Леверкузен след като прави три последователни спасявания и осигурява нулево равенство по пътя към четвъртфиналите.
Облак отново е включен в отбора на сезона в Шампионската Лига и печели втори пореден трофей Рикардо Самора. В гласуването за футболист на годината, Облак е класиран на 26-о място с четири гласа.

#### Сезон 2017-18
На 28 януари, 2018 Облак играе стотния си мач от лигата с Атлетико Мадрид. През тези 100 мача, той успява да запази 59 чисти мрежи и допуска само 54 гола. Във финалния мач от Лига Европа 2017/18, Облак запазва чиста мрежа, а Атлетико печели титлата с 3-0. Това се превръща в първия трофей за Облак след като два пъти завършва втори с Мадрид.
В резултат на представянията му, Облак е включен в отобра на сезона в Лига Европа. Облак печели трети пореден трофей Рикардо Самора след като допуска 22 гола в 37 мача в лигата. Той получава и наградата за най-добър вратар в Ла Лига за трета поредна година, превръщайки се в първия в историята с такова постижение. В края на годината отново е включен в списъка с номинираните за играч на годината, като този път получава 2 гласа и завършва на 25-о място.

#### Сезон 2018-19
На 6 ноември, 2018 г, Облак запазва чиста мрежа в домакинска победа с 2-0 срещу Борусия 09 (Дортмунд) в мач от груповата фаза на Шампионската Лига. По този начин, той достига 100 чисти мрежи за Атлетико, постигайки го в 178 официални мача. На 17 април, 2019 г, Облак се съгласява на четири-годишно удължение на договора си до 2023 г.
В края на сезона, Облак печели трофея Рикардо Замора за четвърти пореден сезон, изравнявайки рекорда на Виктор Валдес. Награден е и с трофея за вратар на сезона в Ла Лига за четвърти пореден път.

#### Сезон 2019-20
Преди сезон 2019-20, Облак е обявен за вице-капитан след Коке. На 21 октомври, 2019 г, Облак е номиниран на първата церемоня по връчването на наградата Яшин, Златната топка за вратари. Той завършва на четвърта позиция. На 6 декември, Облак запазва чиста мрежа в мач завършил 0-0 срещу Виляреал КФ. По този начин, той чупи клубния рекорд на Абел Расино.
На 11 март, след победата на Атлетико Мадрид над Ливърпул с 3-2 в 8-финалите на Шампионската Лига, Облак играе 50-ия си мач в турнира и получава наградата за играч на мача след като прави 9 спасявания и помага на отбора си да достигне до 4-финалите.

## Стил на игра
Считан за един от най-добрите вратари в света от много анализатори, Облак е висок, атлетичен и физически силен вратар, основно познат заради скоростта, бързите си рефлекси, ловкостта, както и умението да разчита играта отлично. Едно от най-силните му качества е способността да напуска головата линия и да пресича високи подавания. По този начин той доминира във въздуха и владее територията на наказателното поле. Облак получава добри отзиви и за отдадеността си, умението да се позиционира, да работи с крака, както и за постоянството, лидерството и способността да вдъхва доверие на защитниците в отбора си.

## Личен живот
Облак е роден в семейството на Словенеца, Матяш Облак и Босненската сръбкиня, Стоянка Макич. По-голямата му сестра, Тея Облак (1990 г.) е професинална баскетболистка и играе за националния отбор на Словения.